# Remifentanil
Remifentanil (merknaam Ultiva) is een krachtig, kortwerkend synthetisch opioïde met een sterke analgetische werking. Het wordt samen met andere anesthetica gebruikt tijdens chirurgische ingrepen en bij sedatie voor procedures.

## Algemeen
Remifentanil is een synthetische opioïde pijnstiller met een snelle inwerking en een snelle uitwerking. Het wordt onder andere gebruikt bij hersenchirurgie, rugchirurgie, hartchirurgie, en bariatrische chirurgie. Het werkingsmechanisme is gelijk aan dat van de andere opioïden, maar door zijn farmacokinetisch profiel is het uitermate geschikt voor een snel postoperatief herstel.

## Toediening
Remifentanil wordt toegediend als “remifentanil hydrochloride” en wordt bij volwassenen toegediend als continu infuus in doses van 0,05 microgram per kilogram per minuut tot 0,5 microgram per kilogram per minuut. Kinderen kunnen hogere doses, tot 1 microgram per kilogram per minuut, nodig hebben. De dosis voor sedatie ligt lager en ligt tussen 0,025 en 0,1 microgram per kilogram per minuut. Over het algemeen worden bij toedienen van sedatie andere sedativa toegediend samen met remifentanil.
Remifentanil kan toegediend worden bij totale intraveneuze anesthesie (TIVA). Hierbij worden computergecontroleerde infuuspompen gebruikt om een target controlled infusion toe te dienen. De gebruiker geeft een gewenste plasmaconcentratie in, waarna de pomp een infusiesnelheid berekent, gebaseerd op patiëntfactoren zoals leeftijd en gewicht. Dankzij de korte halveringstijd van remifentanil kan de gewenste plasmaconcentratie snel bereikt worden en zal er een snelle uitwerking zijn bij stopzetten van het infuus.
Door zijn korte halveringstijd is remifentanil ideaal voor intense pijn van korte duur. Het wordt vaak gebruikt voor poliklinische ingrepen omdat het tot een snel herstel van reflexen en cognitieve functies leidt. Het wordt gebruikt als pijnstilling bij bevallingen, maar is hierbij minder efficiënt en onveiliger dan epidurale analgesie.
Remifentanil wordt in combinatie met propofol ook gebruikt voor anesthesie bij patiënten die elektroconvulsietherapie ondergaan. Door de zeer snelle uitwerktijd is het niet geschikt als postoperatieve pijnstilling. Bij ingrepen waarbij veel napijn verwacht wordt moet naast remifentanil ook een andere pijnstiller gegeven worden.  

## Metabolisme
In tegenstelling tot andere synthetische opioïden wordt remifentanil niet in de lever gemetaboliseerd, maar ondergaat het snelle hydrolyse door niet-specifieke plasma- en weefselesterasen. Dit betekent dat er geen stapeling optreedt en de halveringstijd 4 minuten blijft, zelfs na een infuus van 4 uur.
Remifentanil wordt gemetaboliseerd tot een molecule die 4600 keer minder potent is dan de oorspronkelijke molecule.

## Nevenwerkingen
Remifentanil is een specifieke μ-receptor agonist. Hierdoor veroorzaakt het een verminderde sympathische tonus, ademhalingsdepressie en analgesie. Toediening gaat gepaard met een dosisafhankelijke daling van de hartfrequentie, arteriële bloeddruk en ademhalingsfrequentie. Spierstijfheid wordt soms waargenomen.
De meest voorkomende nevenwerkingen die patiënten melden als ze remifentanil krijgen, zijn een gevoel van extreme duizeligheid en intense jeuk, vaak rond het gelaat. Misselijkheid kan soms optreden, maar is kortdurend van aard door de korte halveringstijd van het geneesmiddel.
Een specifieke nevenwerking van remifentanil is opioïd-geassocieerde postoperatieve hyperalgesie, een fenomeen dat kan tegengegaan worden door gelijktijdige toediening van ketamine of dexmedetomidine.

## Potentie
Remifentanil is ongeveer twee maal zo potent als fentanyl en 100-200 maal zo potent als morfine.

## Misbruik
Remifentanil kan als μ-receptor agonist euforie veroorzaken en potentieel misbruikt worden. Door zijn snelle metabolisatie en korte halveringstijd is de kans op misbruik vrij klein. Toch zijn er gevallen van remifentanil-misbruik beschreven.

## Ontwikkeling en marketing
Remifentanil werd ontwikkeld om een sterk analgeticum te zijn dat niet opstapelt in de weefsels.
Remifentanil is gepatenteerd door Glaxo Wellcome Inc..